# Phare de Currituck Beach
Les phares de Currituck Beach (en anglais : Currituck Beach Light) est un phare situé sur l'Outer Banks à Corolla dans le Comté de Currituck en Caroline du Nord.
Il se trouve désormais dans le parc d'État de Historic Corolla Park . Il est inscrit au Registre national des lieux historiques depuis le 15 octobre 1973 sous le n° 73001333.

## Historique
Le 1er décembre 1875, le phare de la plage de Currituck est mis en service, entre le phare du cap Henry en Virginie et le phare de Bodie Island. Contrairement à ses congénères, ce phare n’a pas été peint, laissant apparaître sa façade en brique. En 1939, le phare a été automatisé à la suite de la fusion de la garde côtière américaine avec l'United States Lighthouse Service.
Les spécialistes de la conservation des Outer Banks (OBC) ont effectué une grande partie des travaux de reconstruction et de réaménagement depuis 1980 grâce à un financement privé et au travail des bénévoles. Depuis 1991, les visiteurs ont été autorisés à gravir les 220 marches d'origine de la galerie extérieure. L'accès à la salle de l'objectif n'est pas autorisé, car non seulement la lentille de Fresnel du premier ordre est l'objectif original, mais elle est toujours en activité: sa lumière guide les navires empruntant la chaîne d’îlots barrières le long de la côte.
En 2003, le gouvernement fédéral a accordé à l'OBC le titre de propriété du phare. Le phare de Currituck Beach était le dernier grand phare en brique construit sur les bancs extérieurs. Une petite maison de gardien  a été restaurée pour servir de magasin au musée.

## Description
Le phare   est une tour cylindrique en brique rouge avec une galerie et une lanterne de 49 m de haut, reliée à une petite maison d'un étage.
Son feu isophase Il émet, à une hauteur focale de 48 m, un long éclat blanc de 3 secondes toutes les 20 secondes. Sa portée est de 18 milles nautiques (environ 33 km).

## Caractéristiques dufeu maritime
Fréquence : 20 secondes (W)
- Lumière : 3 secondes
- Obscurité : 17 secondes

Identifiant : ARLHS : USA-212 ; USCG : 2-0555 ; Admiralty : J2384 .

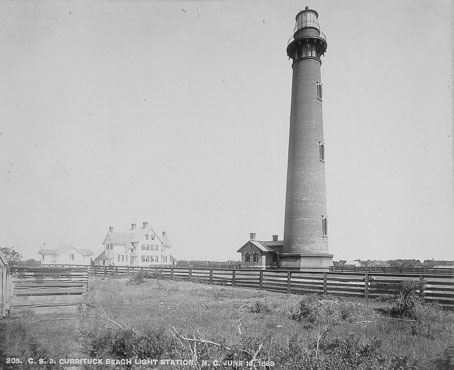
Le phare à l'origine
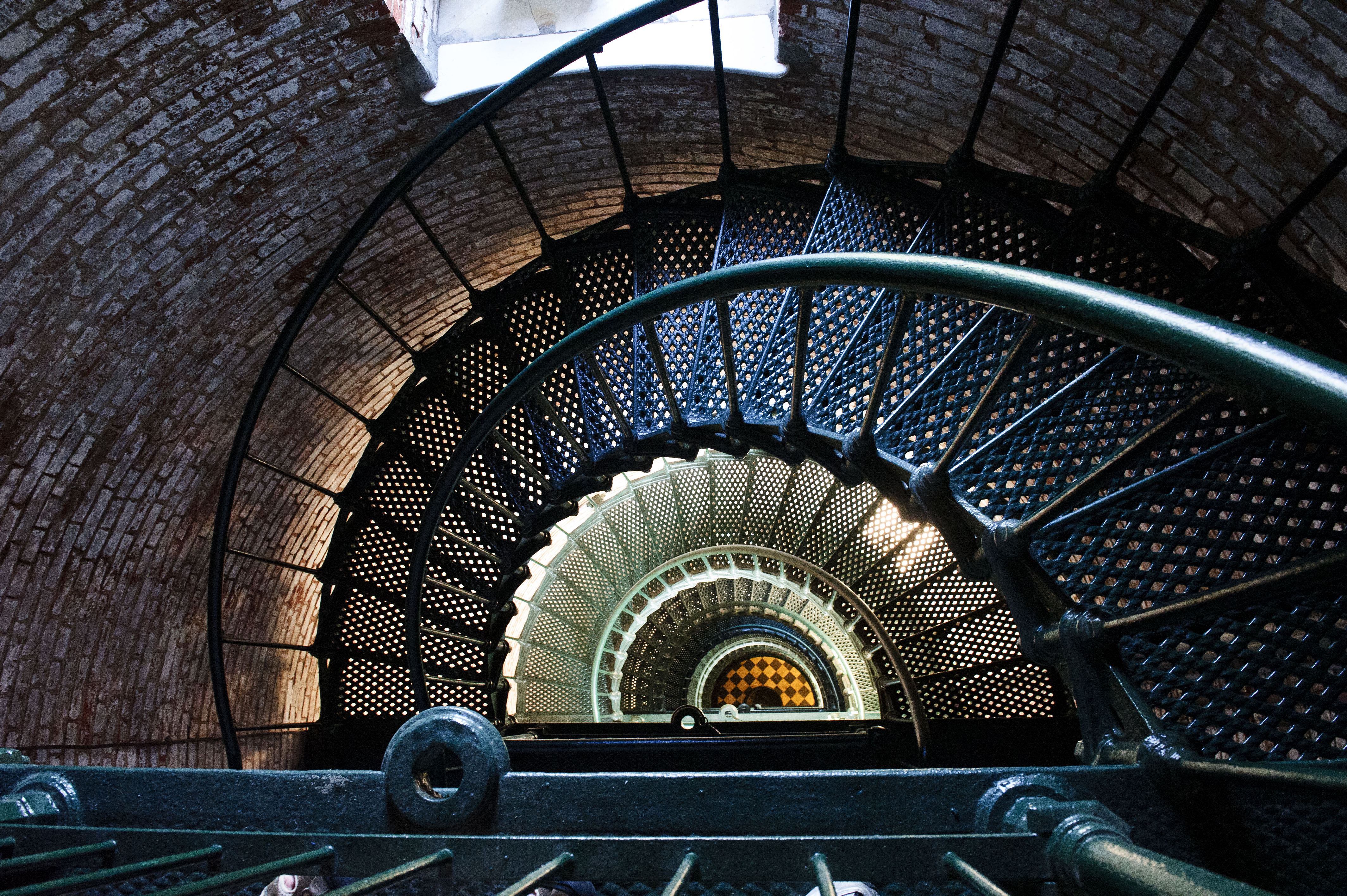
Escalier intérieur

### Lien connexe
- Liste des phares en Caroline du Nord